# Kenan Doğulu
Kenan Doğulu est un chanteur de pop turc né à Istanbul le 31 mai 1974. Il est le représentant de la Turquie au Concours Eurovision de la chanson 2007 où il arrive quatrième.